# Michel Ravarino
Michel Joseph Ravarino (ur. 23 stycznia 1906 w Monako, zm. 18 września 1988 tamże) – monakijski strzelec, uczestnik Olimpijskiego Konkursu Sztuki i Literatury 1928 i trzech igrzysk olimpijskich.
W 1928 roku wziął udział w Olimpijskim Konkursie Sztuki i Literatury. Startował w dwóch konkurencjach architektonicznych, jednak nie zdobył wyróżnienia.
Osiem lat później w Berlinie, wystartował w dwóch konkurencjach strzeleckich. Jego wynik w konkurencji pistoletu szybkostrzelnego jest nieznany, natomiast w konkurencji karabinu małokalibrowego leżąc, uplasował się na 36. miejscu. W tej drugiej, startował też dwanaście lat później w Londynie, gdzie zajął tę samą pozycję (36. miejsce). Natomiast w tej samej konkurencji na igrzyskach w Rzymie (1960), odpadł w kwalifikacjach.
W okresie późniejszym, Ravarino działał na rzecz sportu w Monako.

## Wyniki olimpijskie
| Igrzyska | Konkurencja                       | Wynik                                    | Miejsce                                                | Źródło |
| -------- | --------------------------------- | ---------------------------------------- | ------------------------------------------------------ | ------ |
| IO 1928  | Plan miasta                       | Projekt stadionu – brak wyróżnienia      | Projekt stadionu – brak wyróżnienia                    | [ 3 ]  |
| IO 1928  | Projekty architektoniczne         | Projekt stadionu – brak wyróżnienia      | Projekt stadionu – brak wyróżnienia                    | [ 4 ]  |
| IO 1936  | Pistolet szybkostrzelny, 25 m     | nieznany                                 | nieznany                                               | [ 5 ]  |
| IO 1936  | Karabin małokalibrowy leżąc, 50 m | 290 punktów                              | 36.                                                    | [ 6 ]  |
| IO 1948  | Karabin małokalibrowy leżąc, 50 m | 586 punktów (97-96-100-97-97-99)         | 36.                                                    | [ 7 ]  |
| IO 1960  | Karabin małokalibrowy leżąc, 50 m | Kwalifikacje - 367 punktów (91-93-97-86) | 77. miejsce w kwalifikacjach (nie awansował do finału) | [ 8 ]  |